# Mercedes López-Morales
Mercedes López-Morales es una astrofísica española cuya investigación se centra en la detección y caracterización de atmósferas de exoplanetas.

## Educación y carrera
López-Morales estudió física en la Universidad de La Laguna, en las Islas Canarias, España. Recibió su doctorado en astronomía de la Universidad de Carolina del Norte en Chapel Hill en 2004. Después de completar su doctorado, fue becaria postdoctoral desde 2004 hasta 2011 en el Departamento de Ciencias del Magnetismo Terrestre (DTM) en Washington D. C. Durante su estancia en el departamento, López-Morales también realizó un postdoctorado en el Instituto de Astrobiología de la NASA (NAI). Durante su estancia en el NAI, trabajó en dos proyectos diferentes, "De las nubes moleculares a los sistemas planetarios habitables" y "Estudio de la evolución física y química de los sistemas planetarios".

## Trabajo
Entre 2011 y 2012, López-Morales regresó a España como investigadora del Instituto de Ciencias Espaciales en Barcelona. Se vinculó al  Centro de astrofísica Harvard-Smithsonian en 2012. Entre 2014 y 2015, fue miembro del Instituto Radcliffe de Estudios Avanzados en la Universidad de Harvard, donde trabajó en el proyecto "Búsqueda de marcas atmosféricas de otros mundos". El trabajo de López también se centra en el descubrimiento y caracterización de exoplanetas terrestres utilizando HARPS-N, un espectrógrafo óptico de alta resolución con amplia cobertura de longitud de onda ubicado en el hemisferio norte.